# Kasari (folyó)
A Kasari folyó Észtország nyugati részén. Rapla megyében, a Kohila községhez tartozó Rabivere falutól nyugatra ered és a Rigai-öbölhöz tartozó Matsalui-öbölbe torkollik Pärnu megyében, Matsalu falunál. Alsó szakasza jelentős madárélőhely, ennek védelmére hozták létre a Matsalu Nemzeti Parkot.

## Nevének eredete
A folyó, akárcsak a környező település, illetve az ottani uradalom Kasari Baranoff (eredetileg Kasjan, németül Kasargen) tatár katonai parancsnokról kapta a nevét. Az 1628-ban elhunyt katona a svéd királyok oldalán harcolt. Szolgálataiért kapta III. János svéd királytól a mai Kasari körüli földeket, majd később II. Gusztáv Adolf svéd királytól kapott földeket és falvakat a mai Marjamaa község területén.

## Jellemzői
A folyó hossza 114,5 km, vízgyűjtő területe 3213,1 km². Az átlagos éves vízhozama a torkolatnál 25–30 m³/másodperc. Esése enyhe, a forrástól a torkolatig 65 m. Az átlagos esése kilométerenként 0,58 m, az alsó szakaszon viszont már közel nulla.
Számos mellékvízzel rendelkezik. Legjelentősebb mellékfolyói a Vigala, a Liivi, a Tuudi, a Luitse, a Vardi folyók, valamint a Konnaveski az Ellamaa patakok.
A középkortól a folyónak csak a felső folyása volt Kasari néven ismert. A régi térképeken a mai folyó alsó folyását valószínűleg Liivi folyó néven jelölik. A folyó folyamatosan töltötte fel a Matsalui-öböl melletti mocsaras részt. Így a folyó alsó folyásának korábbi helyéről nincsenek pontos ismeretek. A folyót csak 1980-tól nevezik Kasari néven a forrástól a Matsalui-öbölig.
A sok lerakódott hordalék miatt a torkolat előtti szakasza elmocsarasodott és a folyó medre az évszázadok során jelentősen módosult. A torkolatba szállított hordalék miatt Észtország egyik legnagyobb folyódeltája alakult ki a Kasari torkolatánál.
Az ártér agyagos és mészköves talajai miatt áradáskor a visszamaradt víz nem tudott elszivárogni, ezért az elmocsarasodás volt jellemző. Később sok helyen szabályozták a folyót. Már 1975-ben 78%-ban mesterségesen kialakított, kotort mederben folyik, főleg az alsó szakaszán.
A folyó vizét két vízmű is hasznosítja, az egyik Lihula falunál, a másik Matsalu falunál található.
Tavasszal kiterjedt áradások jellemzőek. Nagy árterek szegélyezik a folyót, amelyeket erdős ligetek, a torkolat felé rétek és mocsarak borítanak.
A folyó torkolatától 17,5 km-re található egy 1924-ben üzembe helyezett hidrográfiai állomás, amelyet 2006-ban automatizáltak.

## A folyó első hídja

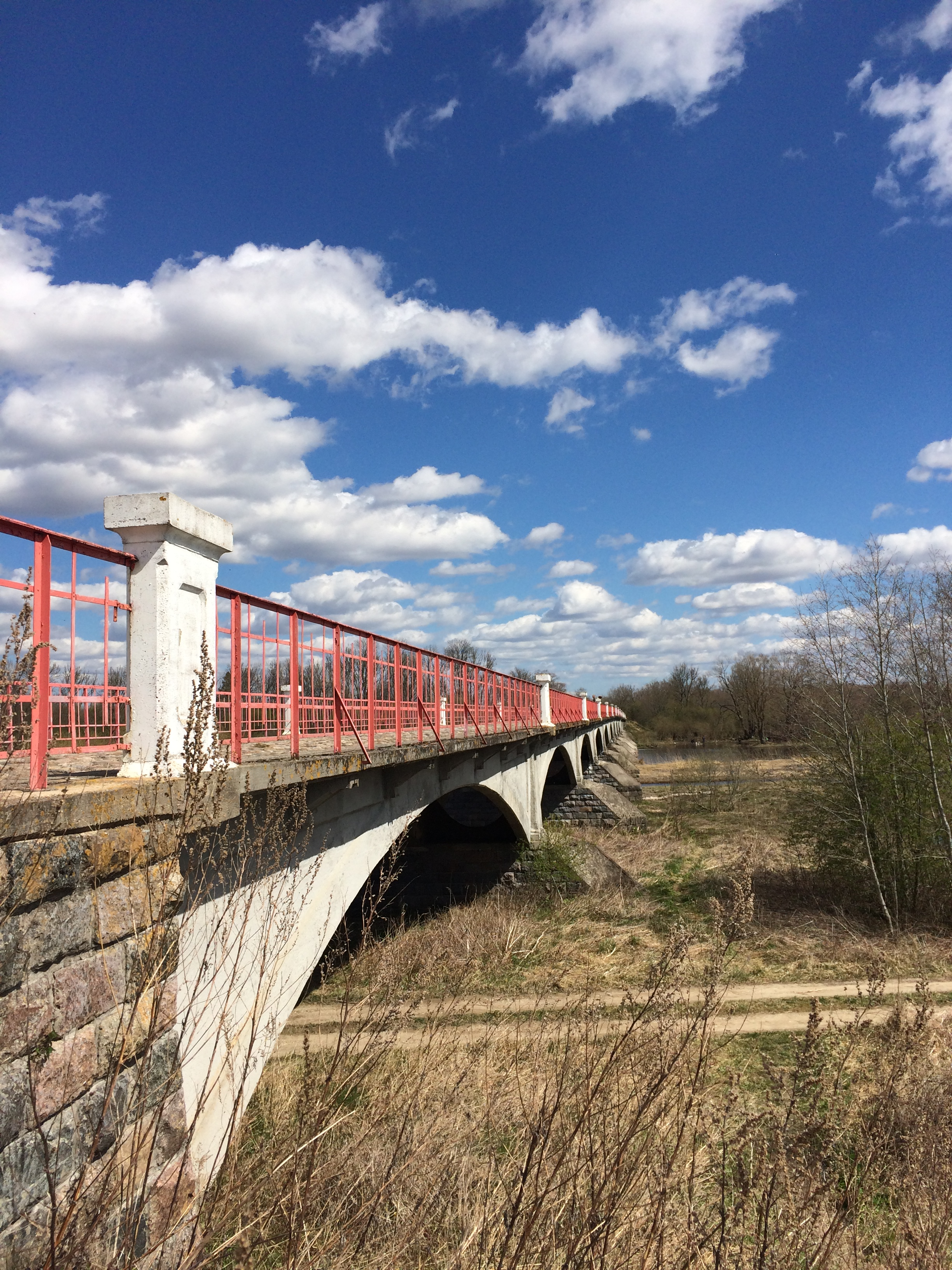
Az 1905-ben megnyitott vasbeton híd

Az áradások miatt nehézkes volt a folyón való átjutás. Ezért elsőként 1900-ban vetődött fel egy állandó híd létesítése. Végül 1904-ben építette meg egy belga cég és 1905-ben nyitották meg Kasari falunál a folyón, valamint az árterén keresztülvezető 308 m hosszú és 7 m széles vasbeton hidat. Építésekor ez volt a leghosszabb vasbeton híd Európában. 2006-ban felújították, ennek részeként éjjeli díszkivilágítást kapott. 1990-ig volt használatban. A műemléki védettségű híd napjainkban gyalogos hídként funkcionál. A járműforgalom a régi hídtól pár száz méterre haladó új hídon folyik, amelyen a Tallinn és Saaremaa közötti főút halad keresztül.

## Élővilága
A Kasari folyó torkolata és az alsó szakasza a Matsalu Nemzeti Park területén fekszik, annak a fő vízfolyása. Áradáskor a víz a nemzeti park teljes területének a negyedét is elönti. Ezen a területen, a folyó torkolatánál mintegy 4 ezer hektáros rét található, amely a folyó élővilágának fontos része. Ez a terület több tízezer vízimadárnak az otthona a tavaszi áradások idején, valamint a madárvonulások egyik legjelentősebb állomása, emiatt rámszari területté minősítették. Az áradáskor leülepedett, tápanyagban gazdag hordalék táplálja a rétek növényzetét. A réteken helyenként a  kiszáradás jelent problémát. Ez az 1920-as, 1930-as, valamint az 1990-es években végzett lecsapolások eredménye, amit a takarmánytermelés (széna) érdekében végeztek. Ezek a beavatkozások a fűz és az algák elterjedéséhez vezettek.
A madárvilága mellett halakban is gazdag. A nemzeti park területén, a Kasari folyó közelében három madármegfigyelő torony található: Penijõe és Kloostri településeknél, valamint a Suitsu kilátótorony (Suitsu vaatetorn) a Kasariba ömlő Tuudi folyó közelében.